# Dubno (powiat Przybram)
Dubno – gmina w Czechach, w powiecie Przybram, w kraju środkowoczeskim. Według danych z dnia 1 stycznia 2013 liczyła 232 mieszkańców.